# 二見秀雄
二見 秀雄（ふたみ ひでお、1903年（明治36年）11月15日 - 1986年（昭和61年）6月10日）は、日本の建築学者。
ラーメン構造の構造力学研究と50余年にわたる教職を通して、人材育成、委員会の収締め役として貢献した。とくに初代南極観測建築委員長として観測建物の製作指導や、高層ビルの高さ制限の調停などがあげられる。東京工業大学名誉教授。

## 経歴
- 1925年 - 東京帝国大学工学部建築学科卒業。
- 1927年 - 東京高等工業学校教師。
- 1929年 - 東京工業大学助教授。1941年教授、1963年退官。
- 1937年 - 「矩形ラーメンに及ぼす鉛直荷重の影響並にラーメン隅角部の研究」で東京帝国大学より工学博士を授与される。
- 1959年 - 日本建築学会会長(1960まで）
- 1963年 - 東京理科大学教授(1983まで）

## 受賞
- 「矩形骨組の研究」で1943年度建築学会学術賞。
- 「建築構造学ならびに建築構造学を通じて多年にわたり建築界の発展に貢献した業績」で1981年に日本建築学会大賞受賞。

## 著作
- 「鉄筋コンクリート構造」（『高等建築学』9 田辺平学共著常磐書房1934）、
- 『構造力学』（実教出版、1950）、『趣味の構造力学』（武藤清と共著、市ケ谷出版1983）など

## 参考
- 高杉造酒太郎『建築人国雑記』（日刊建設工業新聞社、1973年）
- 「昭和56年日本建築学会大賞二見秀雄君」（『建築雑誌』1981年8月号）
- 北後寿「二見秀雄先生を悼む」（『structure』1986年7月号）